# Besson Spur
Der Besson Spur ist ein kliffartiger Felssporn im ostantarktischen Viktorialand. Er befindet sich zwischen dem Papitashvili Valley und dem Hernandez Valley in den Apocalypse Peaks.
Das Advisory Committee on Antarctic Names benannte ihn 2005 nach dem US-amerikanischen Physiker David Z. Besson (* 1957) von der University of Kansas, der im Rahmen des Programms zur Erforschung antarktischer Elementarteilchenstrahlung (AMANDA, Antarctic Muon And Neutrino Detector Array) zwischen 1997 und 2004 auf der Amundsen-Scott-Südpolstation tätig war.